# Kevin McCarthy
Kevin McCarthy (Seattle, 15 febbraio 1914 – Capo Cod, 11 settembre 2010) è stato un attore statunitense.

## Biografia
L'interpretazione cinematografica più nota di Kevin McCarthy è certamente quella del dottor Miles Bennell in L'invasione degli ultracorpi (1956) di Don Siegel. Fu candidato all'Oscar come migliore attore non protagonista per Morte di un commesso viaggiatore (1951) di László Benedek, ruolo per il quale ottenne il Golden Globe.
Attivissimo in televisione - alla quale deve probabilmente maggiore popolarità, in particolare con Flamingo Road - appare in decine di telefilm, tra cui: Ai confini della realtà, L'ora di Hitchcock, Il dottor Kildare, Selvaggio west, Ai confini dell'Arizona, Missione impossibile, Colombo, Love Boat, Fantasilandia, Dynasty, Hotel, A-Team, Matlock, La signora in giallo.
McCarthy morì a causa di una polmonite l'11 settembre 2010, all'età di 96 anni.

## Filmografia parziale

### Cinema
- Vittoria alata (Winged Victory), regia di George Cukor (1944) (non accreditato)
- Morte di un commesso viaggiatore (Death of a Salesman), regia di László Benedek (1951)
- Il terrore corre sull'autostrada (Drive a Crooked Road), regia di Richard Quine (1954)
- Giocatore d'azzardo (The Gambler from Natchez), regia di Henry Levin (1954)
- Il paradiso dei fuorilegge (Stranger on Horseback), regia di Jacques Tourneur (1955)
- I cadetti della 3ª brigata (An Annapolis Story), regia di Don Siegel (1955)
- L'invasione degli ultracorpi (Invasion of the Body Snatchers), regia di Don Siegel (1956)
- Giorni di dubbio (Nightmare), regia di Maxwell Shane (1956)
- Diamond Safari, regia di Gerald Mayer (1958)
- Gli spostati (The Misfits), regia di John Huston (1961)
- 20 chili di guai!... e una tonnellata di gioia (40 Pounds of Trouble), regia di Norman Jewison (1962)
- La veglia delle aquile (A Gathering of Eagles), regia di Delbert Mann (1963)
- An Affair of the Skin, regia di Ben Maddow (1963)
- Intrigo a Stoccolma (The Prize), regia di Mark Robson (1963)
- L'amaro sapore del potere (The Best Man), regia di Franklin J. Schaffner (1964)
- Mirage, regia di Edward Dmytryk (1965)
- The Three Sisters, regia di Paul Bogart (1966)
- Posta grossa a Dodge City (A Big Hand for the Little Lady), regia di Fielder Cook (1966)
- Intrighi al Grand Hotel (Hotel), regia di Richard Quine (1967)
- I contrabbandieri del cielo (The Hell with Heroes), regia di Joseph Sargent (1968)
- Il cocktail del diavolo (If He Hollers, Let Him Go!), regia di Charles Martin (1968)
- I quattro dell'Ave Maria, regia di Giuseppe Colizzi (1968)
- Richard, regia di Harry Hurwitz e Lorees Yerby (1972)
- La bomba di Kansas City (Kansas City Bomber), regia di Jerrold Freedman (1972)
- Alien Thunder, regia di Claude Fournier (1974)
- La testa del serpente (El Clan de los immorales), regia di José Gutiérrez Maesso (1975)
- Buffalo Bill e gli indiani (Buffalo Bill and the Indians, or Sitting Bull's History Lesson), regia di Robert Altman (1976)
- Piraña, regia di Joe Dante (1978)
- Terrore dallo spazio profondo (Invasion of the Body Snatchers), regia di Philip Kaufman (1978)
- Eroe offresi (Hero at Large), regia di Martin Davidson (1980)
- Those Lips, Those Eyes, regia di Michael Pressman (1980)
- L'ululato (The Howling), regia di Joe Dante (1981)
- Kiss Games (My Tutor), regia di George Bowers (1983)
- Ai confini della realtà (Twilight Zone: The Movie), regia di Joe Dante, terzo episodio
- Salto nel buio (Innerspace), regia di Joe Dante (1987)
- Hostage, regia di Hanro Möhr e Percival Rubens (1987)
- Il grattacielo della morte (Dark Water), di Freddie Francis e Ken Wiederhorn  (1987)
- Fast Food, regia di Michael A. Simpson (1989)
- UHF - I vidioti (U.H.F.), regia di Jay Levey (1989)
- La chiave del successo (Love or Money), regia di Todd Hallowell (1990)
- The Sleeping Car, regia di Douglas Curtis (1990)
- Priorità assoluta (Eve of Distruction), regia di Duncan Gibbins (1991) (non accreditato)
- Final Approach, regia di Eric Steven Stahl (1991)
- Il distinto gentiluomo (The Distinguished Gentleman), regia di Jonathan Lynn (1992)
- Matinee, regia di Joe Dante (1993) (non accreditato)
- Judicial Consent, regia di William Bindley (1994)
- Caro zio Joe (Greedy), regia di Jonathan Lynn (1994)
- La giusta causa (Just Cause), regia di Arne Glimcher (1995)
- Il gemello scomodo (Steal Big Steal Little), regia di Andrew Davis (1995)
- Mommy, regia di Max Allan Collins (1995)
- The Legend of Razorback, regia di Michael Greenspan (2002)
- Looney Tunes: Back in Action, regia di Joe Dante (2003)
- Loving Annabelle, regia di Katherine Brooks (2006)
- Fallen Angels, regia di Jeff Thomas (2006)
- Slipstream - Nella mente oscura di H., regia di Anthony Hopkins (2007)
- Trail of the Screaming Forehead, regia di Larry Blamire (2007)
- Her Morbid Desires, regia di Edward L. Plumb (2008)
- Wesley, regia di John Jackman (2009)
- I Do, regia di Adam Milo Smalley (2009)
- Drawback, regia di Daniel Rigdon (2010)

### Televisione
- Lights Out – serie TV, episodio 4x51 (1952)
- The Ford Television Theatre – serie TV, 3 episodi (1952-1957)
- Schlitz Playhouse of Stars – serie TV, 5 episodi (1954-1958)
- The United States Steel Hour – serie TV, episodi 1x09-9x15 (1954-1962)
- Matinee Theatre – serie TV, episodio 1x02 (1955)
- Telephone Time – serie TV, episodio 1x15 (1956)
- Crossroads – serie TV, episodio 2x23 (1957)
- General Electric Theater – serie TV, episodio 5x19 (1957)
- The 20th Century-Fox Hour – serie TV, episodio 2x12 (1957)
- Climax! – serie TV, episodi 2x30-2x35-3x42 (1956-1957)
- June Allyson Show (The DuPont Show with June Allyson) – serie TV, episodio 1x11 (1959)
- Ai confini della realtà (The Twilight Zone) – serie TV, episodio 1x24 (1960)
- Ben Casey – serie TV, episodio 1x07 (1961)
- Going My Way – serie TV, episodio 1x10 (1962)
- Corruptors (Target: The Corruptors) – serie TV, episodio 1x34 (1962)
- La parola alla difesa (The Defenders) – serie TV, episodio 2x21 (1963)
- L'ora di Hitchcock (The Alfred Hitchcock Hour) – serie TV, episodio 2x21 (1964)
- Mr. Novak – serie TV, episodio 1x29 (1964)
- The Nurses – serie TV, episodio 2x31 (1964)
- Il dottor Kildare (Dr. Kildare) – serie TV, episodi 3x11-4x30 (1963-1965)
- Honey West – serie TV, episodio 1x13 (1965)
- Il fuggiasco (The Fugitive) – serie TV, episodio 3x17 (1966)
- La legge di Burke (Burke's Law) – serie TV, 4 episodi (1964-1966)
- Organizzazione U.N.C.L.E. (The Man from U.N.C.L.E.) – serie TV, episodio 2x23 (1966)
- La leggenda di Jesse James (The Legend of Jesse James) – serie TV, episodio 1x34 (1966)
- Squadra speciale anticrimine (The Felony Squad) – serie TV, episodi 1x11-2x25 (1966-1968)
- F.B.I. (The F.B.I.) – serie TV, 3 episodi (1966-1969)
- I sentieri del west (The Road West) – serie TV, episodio 1x23 (1967)
- Gli invasori (The Invaders) – serie TV, episodio 2x03 (1967)
- Il grande teatro del West (The Guns of Will Sonnett) – serie TV, episodio 1x11 (1967)
- Al banco della difesa (Judd for the Defense) – serie TV, episodi 1x06-1x26 (1967-1968)
- Selvaggio west (The Wild Wild West) – serie TV, episodio 4x02 (1968)
- Reporter alla ribalta (The Name of the Game) – serie TV, episodio 1x06 (1968)
- Ai confini dell'Arizona (The High Chaparral) – serie TV, episodio 2x08 (1968)
- Hawaii Squadra Cinque Zero (Hawaii Five-O) – serie TV, episodi 1x01-9x06 (1968-1976)
- Medical Center – serie TV, episodio 1x00 (1969)
- Missione impossibile (Mission: Impossible) – serie TV, episodio 6x09 (1971)
- Colombo (Columbo) – serie TV, episodio 2x05 (1973)
- Cannon – serie TV, episodio 4x05 (1974)
- Alla conquista dell'Oregon (The Oregon Trail) – serie TV, episodio 1x05 (1977)
- Flamingo Road – serie TV, 38 episodi (1980-1982)
- Amanda – serie TV, 5 episodi (1983)
- Love Boat (The Love Boat) – serie TV, episodio 7x05 (1983)
- Bay City Blues – serie TV, 5 episodi (1983-1984)
- Fantasilandia (Fantasy Island) – serie TV, episodio 7x11 (1984)
- Dynasty – serie TV, 2 episodi (1984)
- Detective per amore (Finder of Lost Loves) – serie TV, episodio 1x20 (1985)
- Top Secret – serie TV, episodio 3x03 (1985)
- Hotel – serie TV, episodio 3x05 (1985)
- La notte di Halloween (The Midnight Hour), regia di Jack Bender – film TV (1985)
- A-Team (The A-Team) – serie TV, episodio 4x15 (1986)
- Saranno famosi (Fame) – serie TV, episodio 5x22 (1986)
- Cuori senza età (The Golden Girls) – serie TV, episodio 1x19 (1986)
- I Colby (The Colbys) – serie TV, 5 episodi (1986-1987)
- Segni particolari: genio (Head of the Class) – serie TV, episodio 2x10 (1987)
- L'ispettore Tibbs (In the Heat of the Night) – serie TV, episodi 1x01-1x02 (1988)
- Simon & Simon – serie TV, episodio 8x11 (1988)
- Matlock – serie TV, episodio 4x11 (1989)
- Le inchieste di Padre Dowling (Father Dowling Mysteries) – serie TV, episodio 3x19 (1991)
- La signora in giallo (Murder, She Wrote) – serie TV, episodi 1x19-7x16-8x16 (1985-1992)
- I racconti della cripta (Tales from the Crypt) – serie TV, episodio 4x14 (1992)
- Dream On – serie TV, episodio 5x13 (1994)
- Io e mio fratello (Boston Common) – serie TV, episodio 2x10 (1996)
- Ultime dal cielo (Early Edition) – serie TV, episodio 1x17 (1997)
- La seconda guerra civile americana (The Second Civil War), regia di Joe Dante – film TV (1997)
- The District – serie TV, 3 episodi (2000)

## Doppiatori italiani
- Pino Locchi in Morte di un commesso viaggiatore, Giorni di dubbio, Gli spostati, I quattro dell'Ave Maria, Salto nel buio
- Sergio Graziani ne L'amaro sapore del potere, Mirage, Matinee
- Nando Gazzolo in L'invasione degli ultracorpi, Intrigo a Stoccolma
- Gualtiero De Angelis in 20 chili di guai!... e una tonnellata di gioia!, La veglia delle aquile
- Gianni Musy in UHF - I vidioti, Il distinto gentiluomo
- Ivano Staccioli in Posta grossa a Dodge City
- Rolf Tasna in Intrighi al Grand Hotel
- Arturo Dominici in La testa del serpente
- Mario Erpichini in Buffalo Bill gli indiani
- Renato Mori in Piraña
- Pietro Biondi in L'ululato
- Silvio Spaccesi in Ai confini della realtà
- Michele Gammino in Caro zio Joe
- Sandro Iovino in La giusta causa
- Sergio Rossi in Il gemello scomodo
- Gil Baroni in La seconda guerra civile americana
- Gianni Mantesi in La famiglia Addams si riunisce
- Dante Biagioni in Looney Tunes: Back in Action
- Franco Vaccaro in Slipstream - Nella mente oscura di H.

Come doppiatore, è sostituito da:
- Mario Zucca in Batman - The Animated Series